# Conseil de mission internationale
Conseil de mission internationale  (anglais : International Mission Board)  est une organisation missionnaire chrétienne évangélique baptiste internationale. Elle est affiliée à la Convention baptiste du Sud. Son siège est situé à Richmond (Virginie), aux États-Unis. 

## Histoire
L’organisation est fondée en 1845 sous le nom de Board of Foreign Missions par la Convention baptiste du Sud. La première mission de l’organisation a lieu en Chine  avec les missionnaires Samuel C. Clopton et George Pearcy. En 1888, la Woman's Missionary établit un programme de financement pour les missions étrangères, qui prendra plus tard le nom d'offrande de Noël de Lottie Moon (The Lottie Moon Christmas Offering) du nom de la missionnaire Charlotte D. « Lottie » Moon envoyée en Chine.  En 1997, le conseil est renommé International Mission Board. En 2018, elle dit compter 3 667 volontaires.

## Programmes
L’organisation a des programmes centrés sur l'évangélisation, la formation de disciples et l’appui aux églises .